# Феличоне (Потенца)
Феличоне (итал. Felicione) је насеље у Италији у округу Потенца, региону Базиликата.
Према процени из 2011. у насељу је живело 15 становника. Насеље се налази на надморској висини од 899 м.